# Katia Gagnon
Katia Gagnon est une journaliste et autrice canadienne née en 1970. Elle se spécialise dans le reportage d’enquête sur les sujets sociaux. Elle participe aux deux saisons de l'émission La Une, une série documentaire de Télé-Québec sur les dessous des enquêtes journalistiques à La Presse. La Une a été sacrée meilleure série documentaire d’observation à la 38e édition des prix Gémeaux. 

## Biographie
Katia Gagnon est titulaire d'un baccalauréat en communications de l'UQAM. Après un stage estival à La Presse en 1992, elle commence sa carrière de journaliste en tant que correspondante parlementaire à Québec pour La Presse canadienne, où elle couvre notamment la campagne référendaire. Elle est embauchée par La Presse en 1996. En 1997, elle est la première femme élue à la présidence de la Tribune de la presse à l'Assemblée nationale du Québec. Elle se joint à l'équipe éditoriale du quotidien en 2001. 
Katia Gagnon se tourne vers le journalisme d'enquête avec la série de reportages Cité des Prairies: Les enfants perdus de la DPJ, où elle partage pendant 5 semaines le quotidien de jeunes et d'éducateurs dans un centre d'hébergement pour ados en difficulté. Ses dossiers mettent en lumière différents sujets sociaux, comme les conditions de vie en CHSLD, les logements insalubres de Montréal, et le recours aux unités de débordement dans les salles d'urgences des hôpitaux. En 2007, elle révèle au grand public le code de vie de la municipalité d'Hérouxville, initiant un débat de fond sur les accommodements raisonnables dans la société québécoise. En 2009, elle remporte avec Caroline Touzin le Prix Judith-Jasmin dans la catégorie «Grand reportage» pour le dossier Grandir à Montréal-Nord. 
Après avoir occupé les fonctions de directrice des informations générales entre 2010 et 2012, elle devient chef de la division enquêtes à La Presse. Elle poursuit son travail rigoureux, qui lui vaut plusieurs nominations à des prix prestigieux. Ses reportages primés incluent notamment un profil du cardinal Marc Ouellet, une série sur l'euthanasie, une enquête sur la facilité d'obtenir des ordonnances de morphine et un reportage sur les appareils de loterie vidéo. Au cœur du Mouvement #MoiAussi de l'automne 2017, elle fait partie des journalistes qui révèlent les allégations d'inconduites sexuelles d'Éric Salvail et de Gilbert Rozon. Elle enquête également sur les agissements du réalisateur Sylvain Archambault et du chef d'orchestre Charles Dutoit. Elle pilote un reportage qui met en lumière les nombreuses erreurs médicales survenues sur une période de dix ans auprès d'aînés vivant en résidences privées ou en CHSLD.
Elle récolte deux autres Prix Judith-Jasmin, d'abord pour le reportage Tragédie de la fillette de la DPJ à Granby : elle s’appelait X, puis pour le dossier sur l'explosion du jeu en ligne au Québec durant la pandémie de Covid-19, en collaboration avec Francis Vailles et Hugo Joncas. Sa couverture approfondie des précarités du système de protection de la jeunesse au Québec reçoit une nomination pour le Prix Joan Hollobon pour le Journalisme spécialisé au Concours canadien de journalisme de 2022. 
En 2025, elle est récipiendaire du prix Michener avec Ariane Lacoursière, Caroline Touzin et Gabrielle Duchaine pour leur série de reportages dénonçant les défaillances systémiques du système de protection de la jeunesse du Québec.  
Katia Gagnon poursuit une carrière d'autrice en parallèle à son métier de reporter. L'ouvrage Au pays des rêves brisés vise à briser les tabous associés aux troubles de santé mentale par le biais d'entretiens avec des personnalités québécoises, des patients et des soignants.  Dans ses deux premiers romans, elle met en scène son alter ego Marie Dumais, journaliste d'enquête au passé trouble. Elle se tourne ensuite vers le suspense psychologique avec Rang de la Croix. Après une série de reportages sur les troubles du comportement alimentaire chez les jeunes filles, elle rédige la biographie du Dr Jean Wilkins, fondateur de l'unité de la médecine de l'adolescence du CHU Sainte-Justine. En 2022, en collaboration avec Gabrielle Duchaine et Ariane Lacoursière, elle publie un essai résumant les effets dévastateurs des premiers mois de la pandémie de Covid-19 sur le réseau des CHSLD. Enfin, elle dirige un collectif d'auteurs afin de présenter les coulisses de la salle de rédaction de La Presse.

## Œuvres

### Essais
- Gabrielle Duchaine, Katia Gagnon et Ariane Lacoursière, 5060 : L'hécatombe dans nos CHSLD, Boréal, 2022, 232 p. (ISBN 978-2-764-62713-6)
- Collectif d'auteurs sous la direction de Katia Gagnon, Devenir journaliste : le métier vu du terrain, La Presse, 2025, 368 p. (ISBN 978-2-898-25305-8)

### Biographies
- Katia Gagnon et Hugo Meunier (photogr. Patrick Sanfaçon et Martin Tremblay), Au pays des rêves brisés, Éditions La Presse, 2008, 255 p. (ISBN 978-2-923194-93-6)
- Katia Gagnon, Jean Wilkins : Le doc des ados, Éditions La Presse, 2019, 192 p. (ISBN 978-2-897-05762-6)
- Katia Gagnon, Détecteur de mensonges : La vie fascinante de Jacques Landry, virtuose de l’interrogatoire, Éditions La Presse, 2023, 256 p. (ISBN 978-2-89825-219-8)

### Romans
- Katia Gagnon, La Réparation, Boréal, 2011, 218 p. (ISBN 978-2-764-62089-2)
- Katia Gagnon, Histoires d'ogres, Boréal, 2014, 250 p. (ISBN 978-2-764-62322-0)
- Katia Gagnon, Rang de la Croix, Boréal, 2019, 336 p. (ISBN 978-2-764-62576-7)

## Récompenses
- 1995 – Prix Jean-Charles Pagé, catégorie «Presse écrite périodique»[35]
- 2007 – Prix Judith-Jasmin, catégorie «Nouvelles, médias nationaux»[36]
- 2008 – Prix Jules-Fournier[37]
- 2009 – Prix Judith-Jasmin, catégorie «Grand reportage»[38]
- 2019 – Prix George-Brown pour Grande enquête (avec Isabelle Hachey, Simon-Olivier Lorange, Tristan Péloquin, Fanny Lévesque, Gabriel Béland, Thomas de Lorimier et William Leclerc)[39]
- 2020 – Prix Judith-Jasmin, catégorie «Justice et faits divers»[40]
- 2021 – Prix Judith-Jasmin, catégorie «Affaires et économie» (avec Francis Vailles et Hugo Joncas)[41]
- 2025 – Prix de l'enquête journalistique, émission Dans les médias (avec Gabrielle Duchaine, Ariane Lacoursière et Caroline Touzin)[42]
- 2025 – Prix Michener (avec Gabrielle Duchaine, Ariane Lacoursière et Caroline Touzin)[43]